# Морой
Моро́й (на румънски: moroi) e разновидност на вампира в румънската митология. Жената-морой се нарича мороайка (на румънски: moroaică). В някои произведения на румънския фолклор мороят е призрак на мъртъв човек, напуснал гроба.
Често морой се използва като синоним на други персонажи от румънската митология (например стригой).

## Етимология
Етимологията на думата морой е неясна. Възможно е да е свързана със старославянското мора, възникнало от праиндоевропейския корен *mer- (вредя). От същия корен произхождат средновековното английско mare (кобила), английското nightmare (кошмар), староанглийското mare (гоблин) и латинските morbus (болест) и moros (смърт).

## Изкуство
Литературата, основаваща се на фолклора, обяснява разликата между мороя и другата разновидност на вампира – стригоя по следния начин: мороите са живи вампири, а стригоите – вампири, станали такива след смъртта на човека. В румънския фолклор обаче това различие невинаги се спазва.  Морой може да бъде наречен и обикновен призрак, но само в литературата.
В някои по „древни писания“ се казва, че морой може да се роди само от друг морой, както и че ако морой умре, винаги се появява дух (душата), която да закриля от злини роднините му. Имали и множество дарби и изразявали сила, власт и красота чрез тях.